# Géza Koroknay
Géza Koroknay (ur. 29 września 1948 roku w Budapeszcie, zm. 2 stycznia 2013 roku
) – węgierski aktor teatralny i filmowy. Najbardziej znany z serialu komediowego Szomszédok.

## Wybrana filmografia
- 2012 - Barátok közt, jako Dezsö Winkler (2 odcinki)
- 2000 - Pasik '
- 1993-1997 Kisváros, jako Szabó / Cseresznyés (4 odcinki)
- 1993 - Privát Kopo, jako Félelem ara
- 1987-1991 - Szomszédok, jako  László (52 odcinki)
- 1990 - Angyalbörben, jako Csatár õrnagy
- 1989 - Labdaálmok
- 1986 - Falu jegyzöje
- 1972 - Fekete macska, jako Suhanc